# Tierras del Burgo
Tierras del Burgo és una comarca situada al sud-oest de la província de Sòria, a la comunitat autònoma de Castella i Lleó. El cap comarcal és El Burgo de Osma.

## Municipis
- Alcubilla de Avellaneda
- Burgo de Osma
- Caracena
- Carrascosa de Abajo
- Castillejo de Robledo
- Espeja de San Marcelino
- Espejón
- Fresno de Caracena
- Fuentearmegil
- Fuentecambrón
- Langa de Duero
- Liceras
- Miño de San Esteban
- Montejo de Tiermes
- Nafría de Ucero
- Recuerda
- Retortillo de Soria
- San Esteban de Gormaz
- Santa María de las Hoyas
- Ucero
- Valdemaluque
- Villanueva de Gormaz